# Левшин, Алина
Алина Левшин (нем. Alina Levshin; род. 10 сентября 1984, Одесса) — немецкая актриса.

## Биография
Левшин переехала с родителями в Берлин в 1991 году в возрасте 6 лет. Почти 10 лет была участницей детского ансамбля в знаменитом «Фридрихштадт-Паласт». Окончила Высшую школу кино и телевидения в Потсдаме в 2010 году.
Начав сниматься в 2009 году в сериалах и фильмах, уже завоевала все возможные немецкие кинопризы (Бэмби, Deutscher Filmpreis). Играла украинских проституток, польских партизанок, немецких неонацисток, а также психопаток и комиссаров уголовной полиции.

## Творчество

### Актриса кино
- 2011 — Воительница (фильм) / Kriegerin (Marisa, Премия немецких кинокритиков)
- 2013 — Schlussmacher (Ольга Соколова)

### Актриса телевидения
- 2013 — Наши матери, наши отцы / Unsere Mütter, unsere Väter (Алина)
- 2020 — Темный город / Dunkelstadt (Доро Декер)